# Neder-Betuwe
Neder-Betuwe (anhörenⓘ) ist eine Gemeinde der niederländischen Provinz Gelderland. Sie hat eine Gesamtfläche von 67,46 km² und zählte am 1. Januar 2025 nach Angaben des CBS 25.800 Einwohner.

## Orte
In der Gemeinde liegen folgende Dörfer mit mehr als 1000 Einwohnern (Reihenfolge: abnehmende Größe):
- Opheusden (wo sich die Gemeindeverwaltung befindet, und von wo man Radtouren über die Flussdeiche machen kann)
- Kesteren
- Dodewaard
- Ochten
- Echteld (mit einer Kirche aus dem 14. Jahrhundert)
- IJzendoorn

Dazu noch einige kleine Ortschaften.

## Lage und Wirtschaft
Die Gemeinde bildet den westlichen Teil der Betuwe, jener  Landschaft zwischen Rhein und Waal, die ihren Namen den Batavern verdankt. Nördlich der Gemeinde, jenseits des Rheins, liegen Rhenen und Wageningen.
Durch die Gemeinde verlaufen die Eisenbahn Tiel–Nijmegen (mit Kleinbahnhöfen in Kesteren, Dodewaard und Opheusden) und die Autobahn A15 Rotterdam–Tiel–Arnhem/Nijmegen.
Im Dorf Dodewaard steht das 1997 abgeschaltete Kernkraftwerk Dodewaard.
Des Weiteren gibt es mehrere kleine Industrie- und Handelsbetriebe (darunter ein Schlachthaus), und vor allem in Opheusden viele Baumschulen, viel Obstbau (Äpfel, Birnen und Kirschen) und Landwirtschaft.
IJzendoorn hat einen Ausweichhafen für die Flussschifffahrt.

## Geschichte
Das Gebiet war schon in der Jungsteinzeit bewohnt von Trägern der Vlaardingen-Kultur. Später gab es Siedlungen der Römer und der mit ihnen verbündeten Batavern.
- Zur römischen Vergangenheit des Ortes siehe auch den Hauptartikel Carvo.

Vom 3. bis zum 10. Jahrhundert war das Gebiet unbewohnt. Danach siedelten sich wieder Menschen an, im 14. Jahrhundert ermöglichte die bessere Eindeichung der Flüsse eine deutliche Bevölkerungszunahme.
Die Reformation ging in der Betuwe – nach niederländischen Begriffen – ziemlich träge vor sich hin. Erst um 1620 schloss das letzte Kloster seine Pforten. Das Dorf Opheusden gilt bis heute als streng calvinistisch. 
Im Holländischen Krieg besetzten französische Truppen die Betuwe, was verheerende Folgen hatte. Das 18. Jahrhundert brachte zunächst eine Verbesserung durch den Anbau von Tabak und bessere Landwirtschaftsmethoden. Doch dann folgte eine Zeit wiederkehrender Flussüberschwemmungen, die viele Bewohner um ihre Habseligkeiten oder sogar um das Leben brachten.
Zwischen 1870 und 1920 gab es Arbeit in Steinfabriken; als diese jedoch in Konkurs gingen und nachdem durch die zunehmende Wasserverschmutzung im Rhein die Fischerei kaum noch lohnte, suchten die Männer der Neder-Betuwe Arbeit im Ausland, unter anderem im Ruhrgebiet.
Der Zweite Weltkrieg brachte viel Leid und Verwüstungen, vor allem ab September 1944, als die Betuwe ein zum Teil unter Wasser gesetztes Niemandsland zwischen den kämpfenden Parteien war. Nach der Befreiung von der deutschen Besatzung wurden die Dörfer, unter anderem dank der Marshall-Hilfe, wieder aufgebaut. Dass die Flüsse immer noch eine Gefahr für die Menschen der Betuwe sind, zeigte sich, als 1995 der Deich bei Ochten zu brechen drohte, und alle Orte vorübergehend evakuiert werden mussten. Eine Stärkung der Deiche wurde danach mit Vorrang durchgeführt.

## Politik

### Sitzverteilung im Gemeinderat
Der Gemeinderat wird seit der Gemeindegründung folgendermaßen gebildet:
| Partei            | Sitze | Sitze | Sitze | Sitze | Sitze | Sitze |
| Partei            | 2001  | 2006  | 2010  | 2014  | 2018  | 2022  |
| ----------------- | ----- | ----- | ----- | ----- | ----- | ----- |
| SGP               | 6     | 6     | 7     | 8     | 8     | 9     |
| PvdA              | 6     | 6     | 5     | 4     | 3     | 3     |
| Gemeentebelangen  | 2     | 2     | 2     | 2     | 3     | 2     |
| CDA               | 2     | 2     | 2     | 3     | 2     | 2     |
| VVD               | 2     | 2     | 2     | 1     | 2     | 1     |
| Vóór Neder-Betuwe | –     | –     | –     | –     | –     | 1     |
| ChristenUnie      | 1     | 1     | 1     | 1     | 1     | 1     |
| D66               | –     | –     | 0     | 0     | –     | –     |
| Gesamt            | 19    | 19    | 19    | 19    | 19    | 19    |

### Bürgermeister
Seit dem 7. April 2017 ist Jan Kottelenberg (CDA) amtierender Bürgermeister der Gemeinde. Zu seinem Kollegium zählen die Beigeordneten Hans Keuken (SGP), Nees van Wolfswinkel (SGP), Herma van Dijkhuizen (CDA), Stefan van Someren (VVD) sowie der Gemeindesekretär Gerrit Stam.

## Bilder

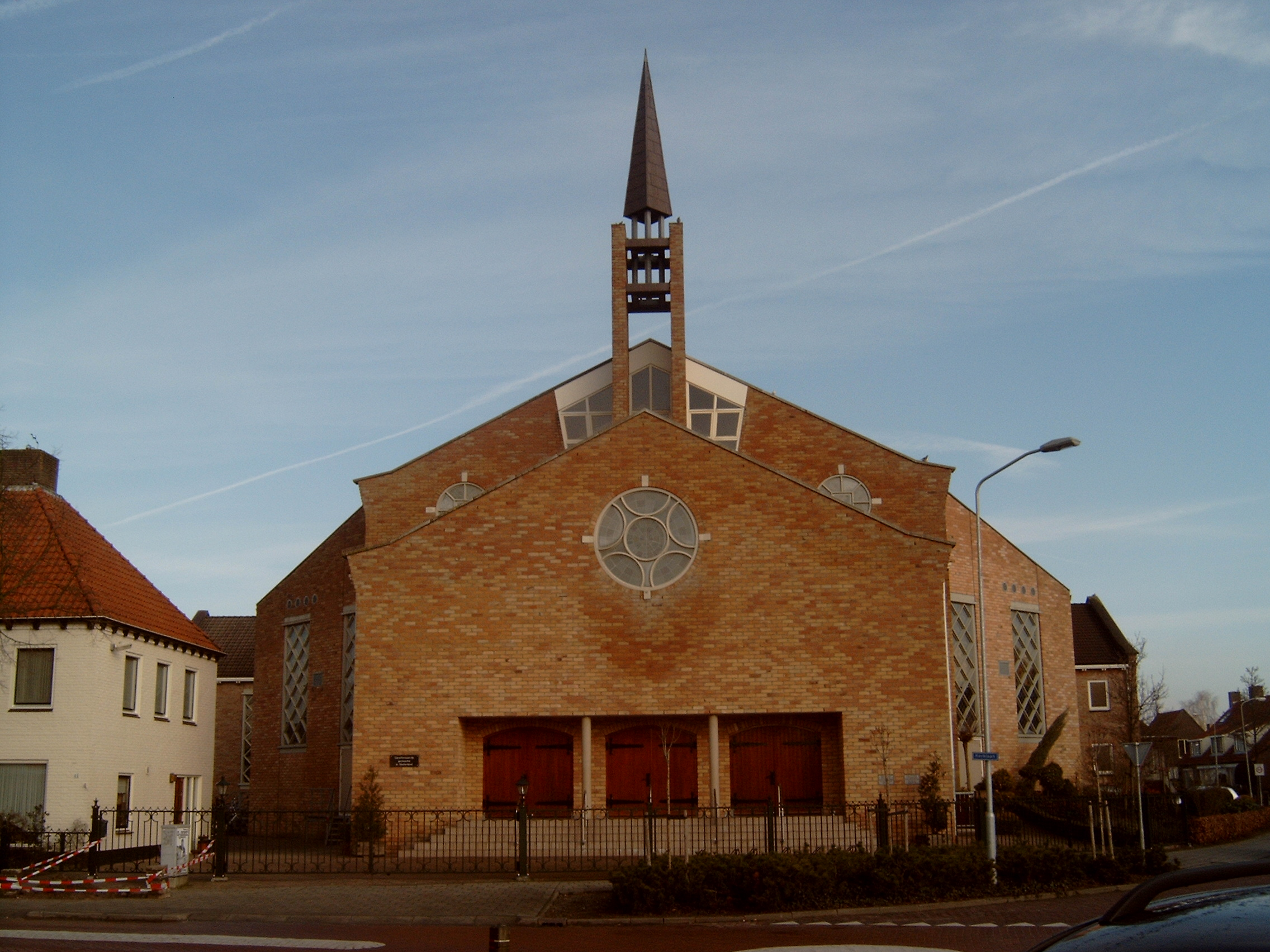
Opheusden, Kirche Gereformeerde Gemeenten in Nederland
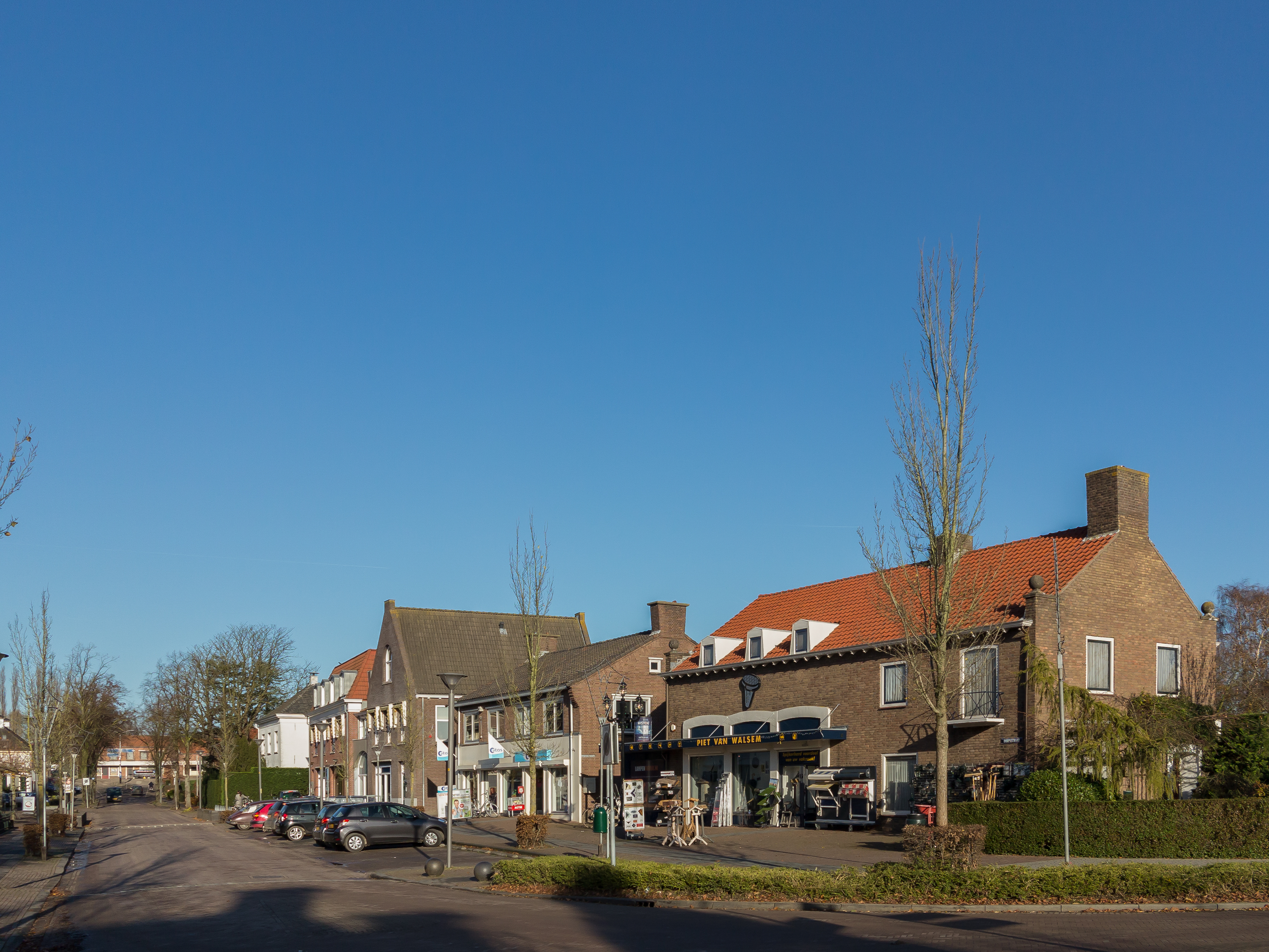
Opheusden, Blick auf die Straße: Dorpsstraat
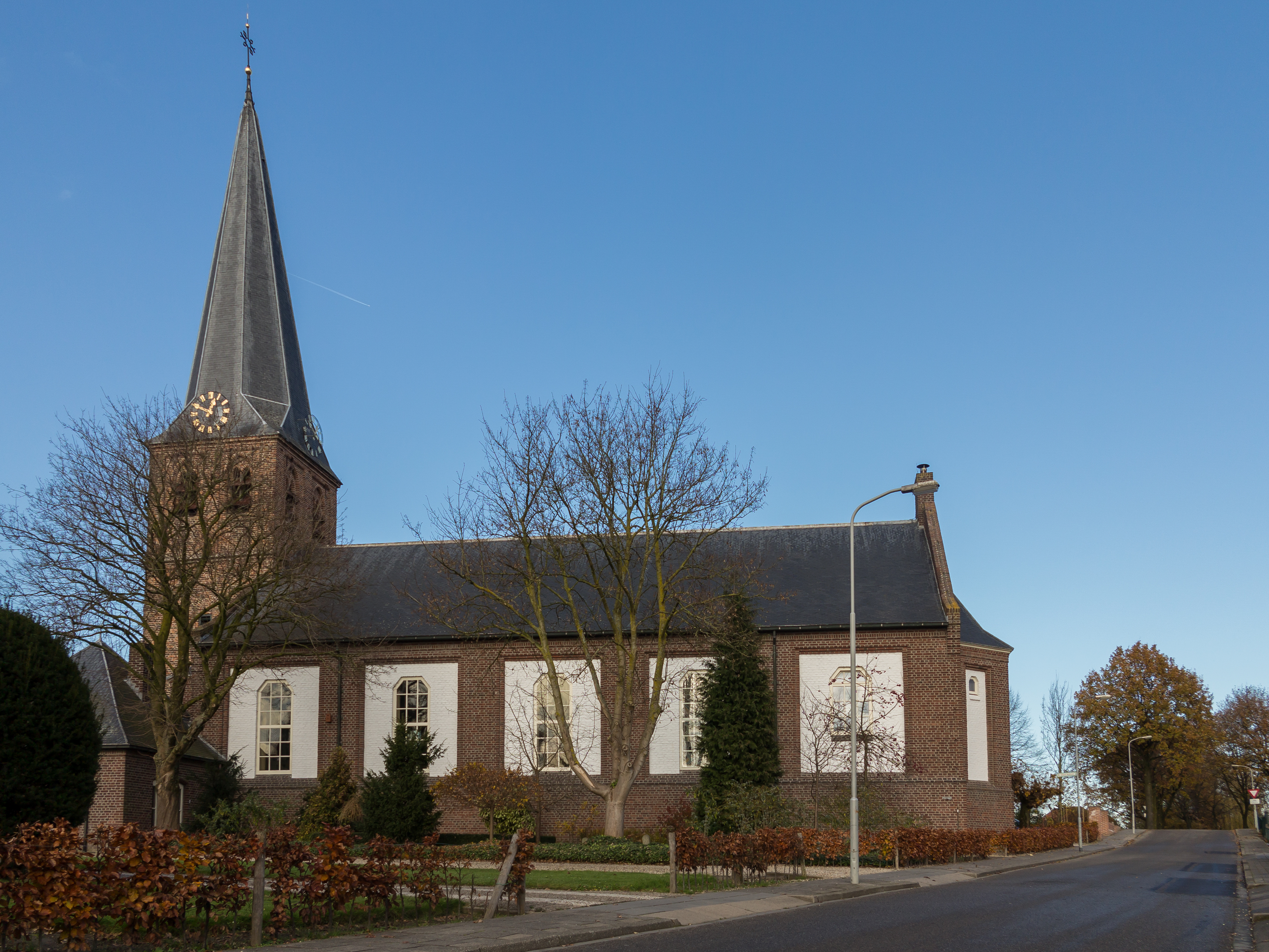
Kesteren, reformierte Kirche
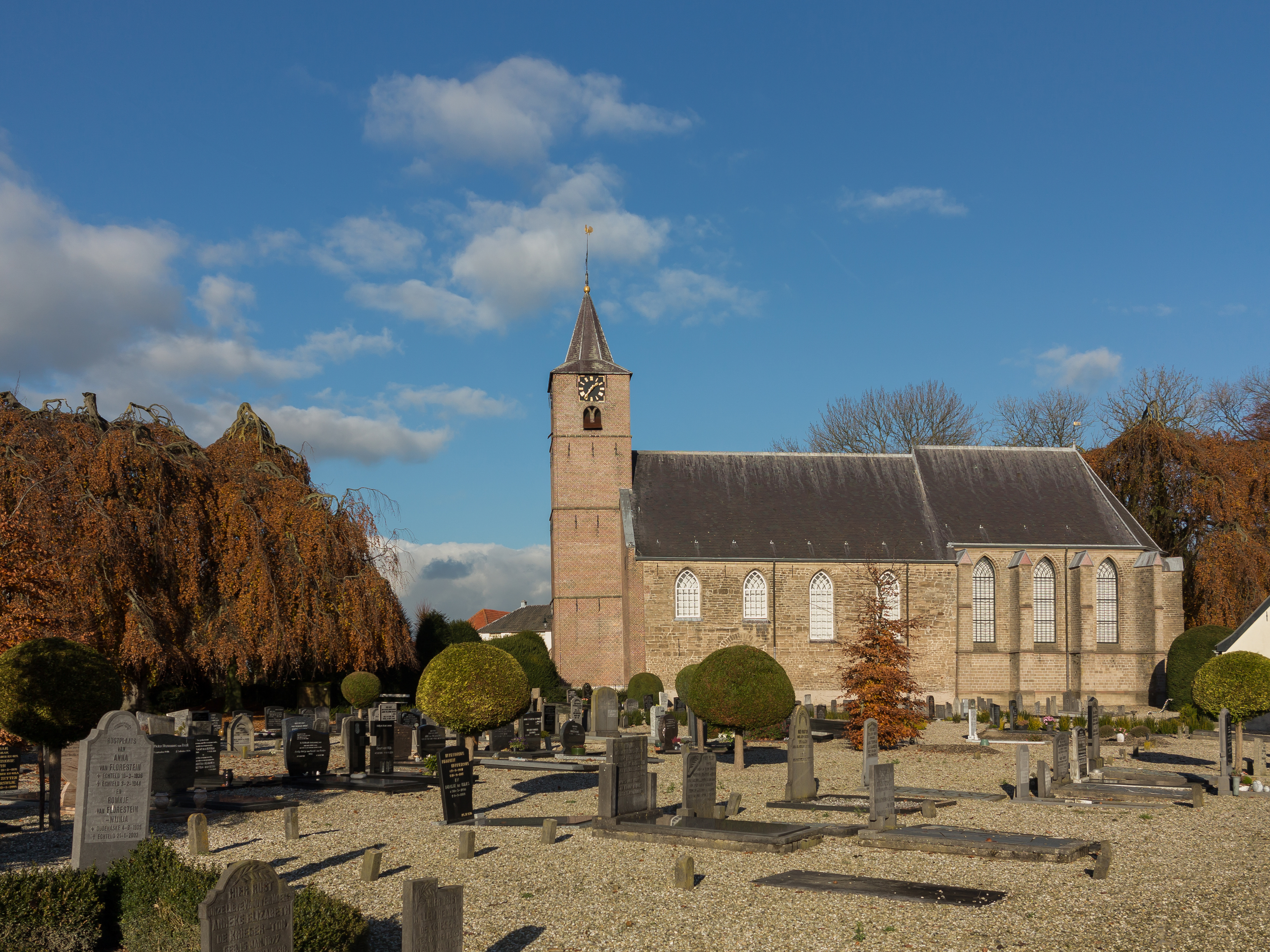
Echteld, reformierte Kirche
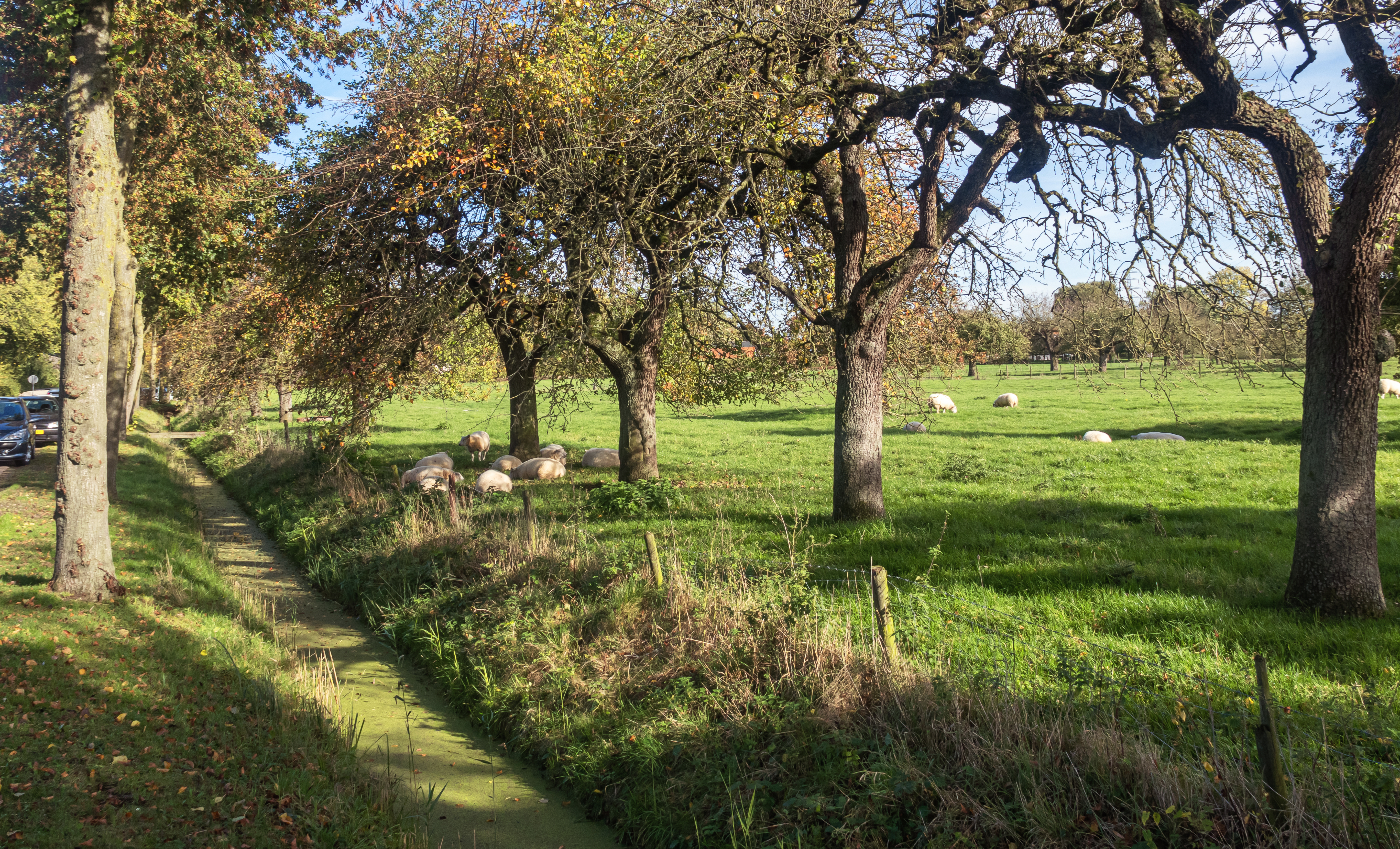
Echteld, Schafe unter den Bäumen an der Ooisestraat
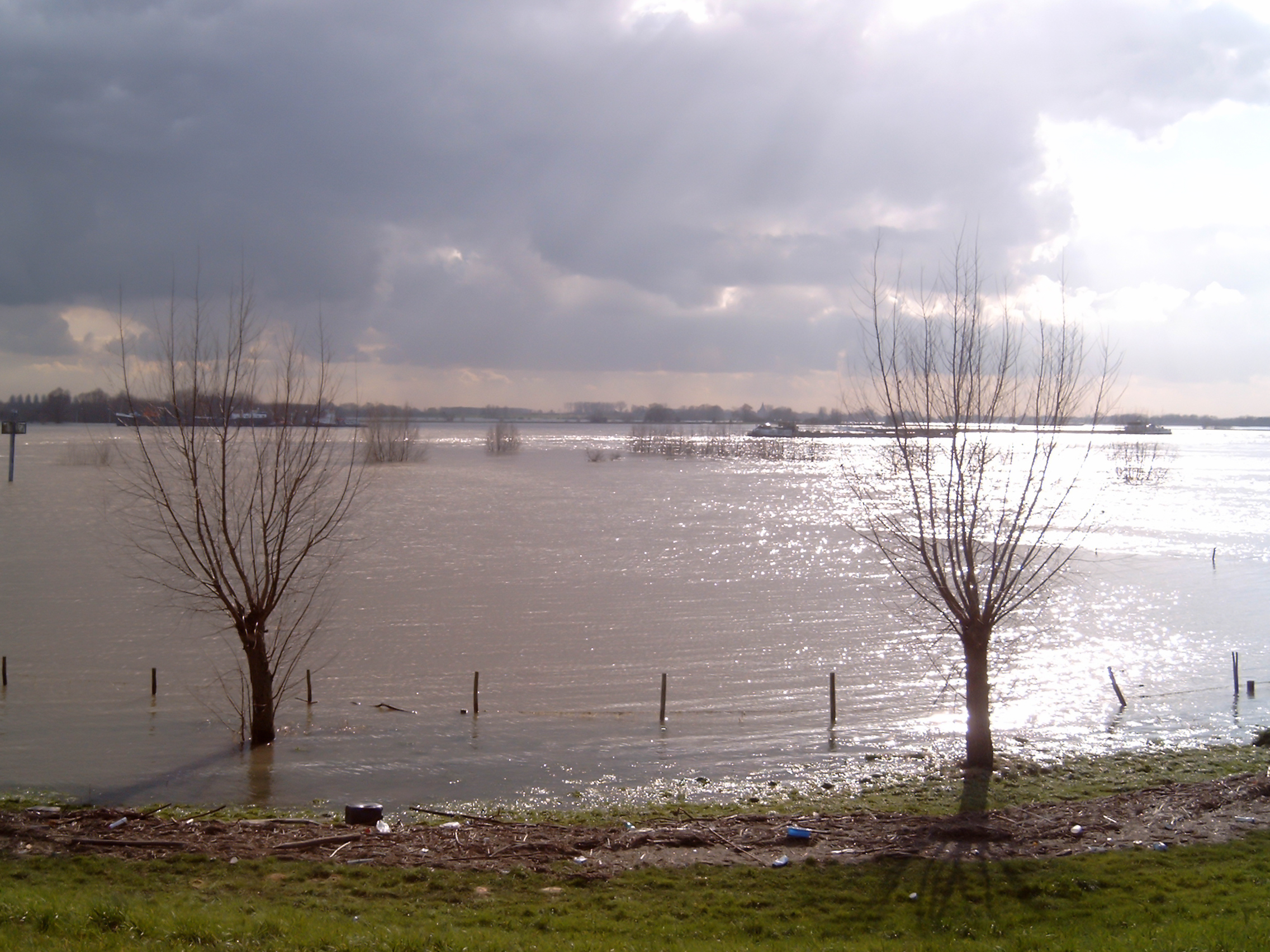
Ochten, die Waal
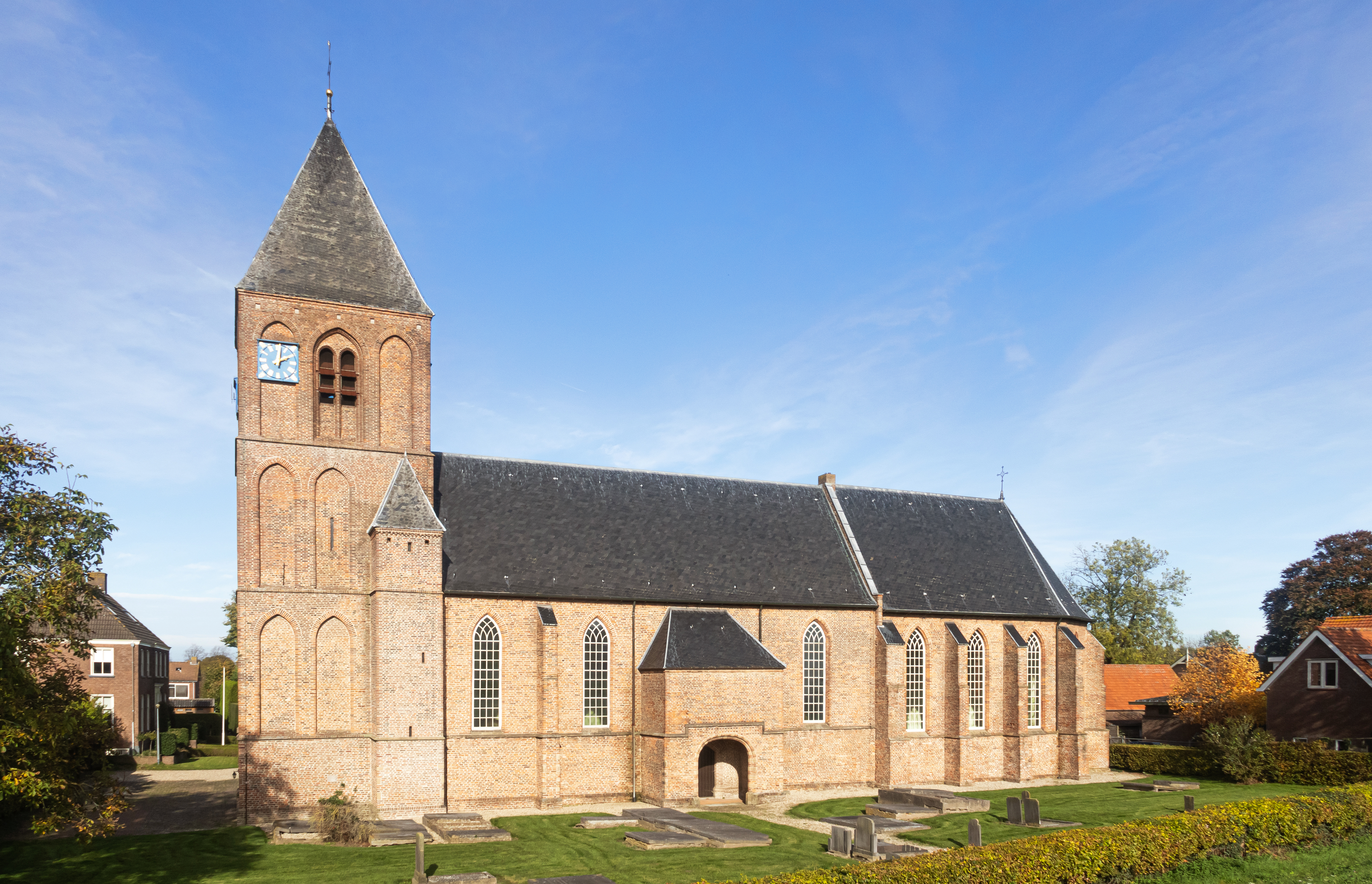
IJzendoorn, die reformierte Kirche
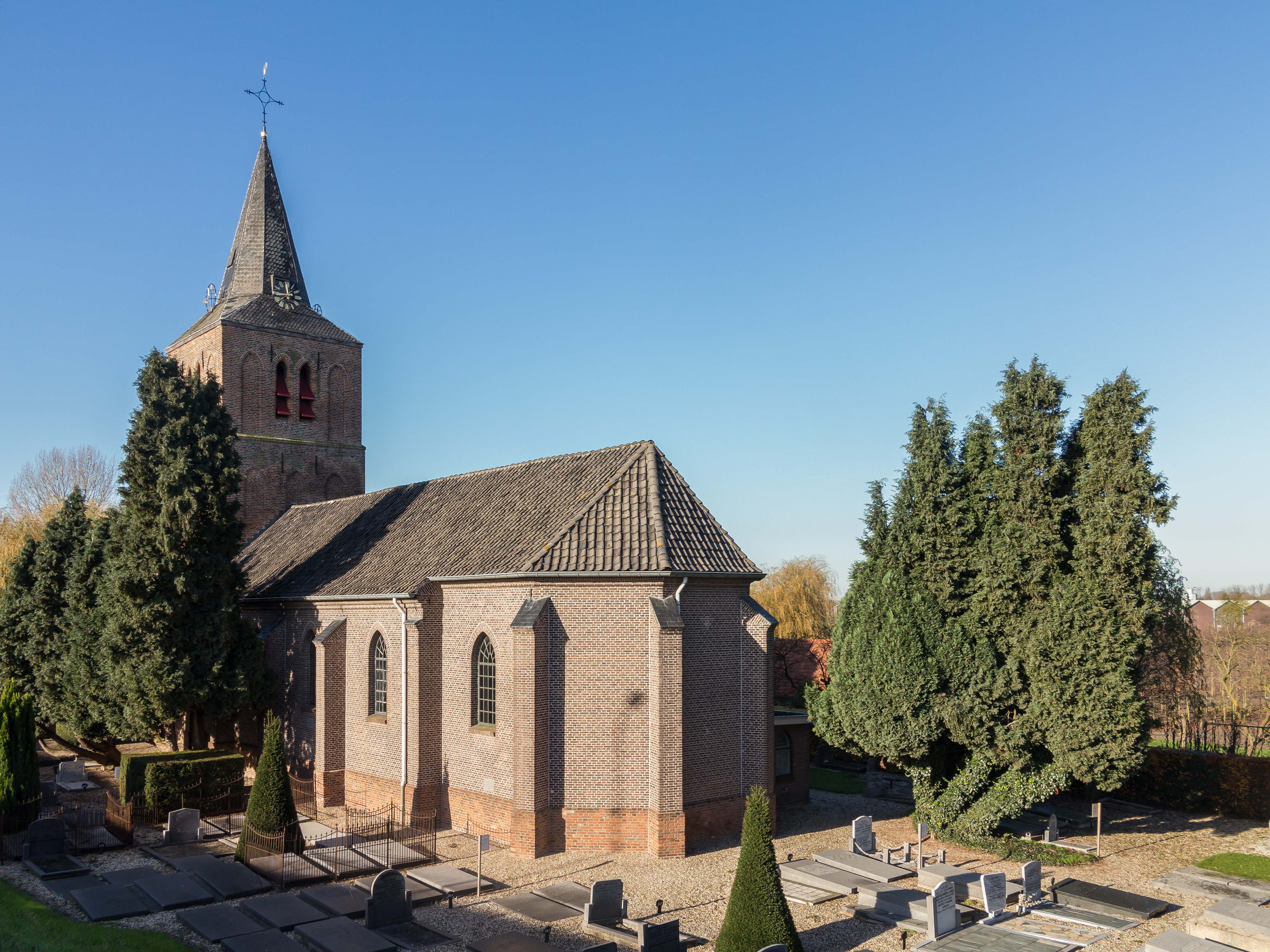
Hien, reformierte Kirche
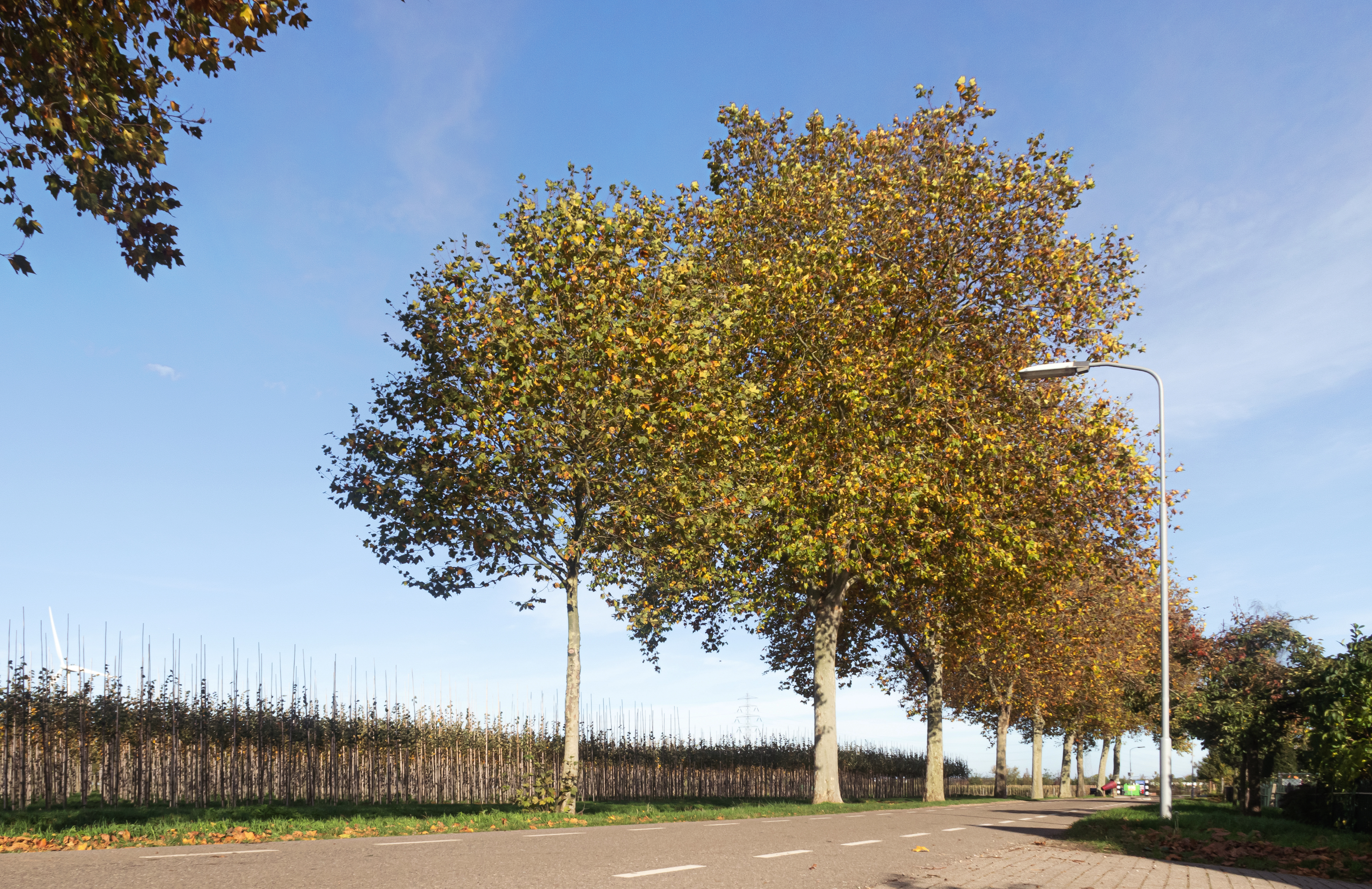
Pottum, Blick auf die Straße
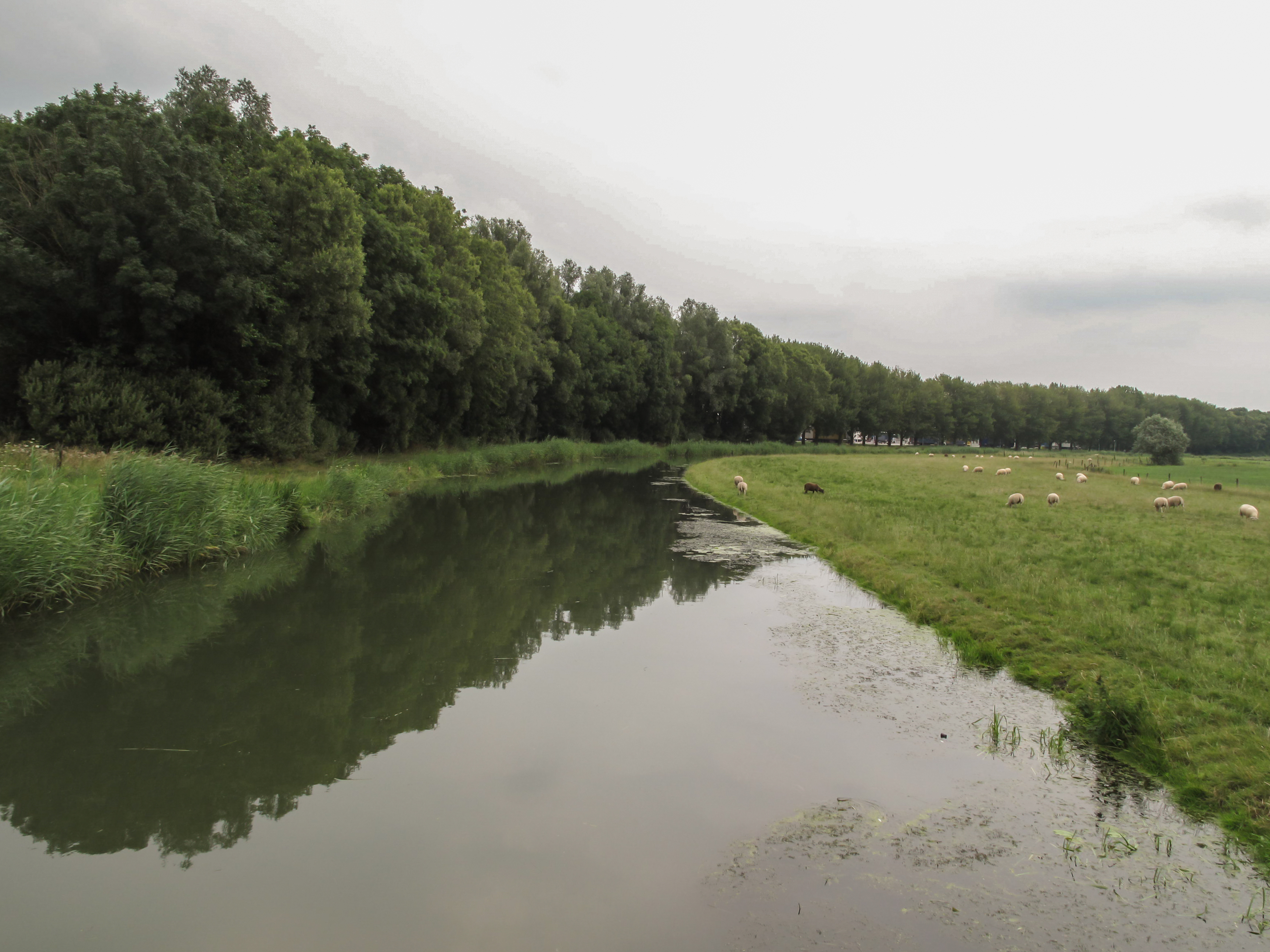
bei Eldik, Fluss: de Linge

## Persönlichkeiten
- Emmy Eerdmans (1931–2024), Malerin, Zeichnerin und Bildhauerin, lebte und arbeitete von 1974 bis 2020 in Dodewaard
- Arie van Lent (* 31. August 1970), Fußballspieler und Fußballtrainer, in Opheusden geboren